# 73e cérémonie des Oscars
La 73e cérémonie des Oscars du cinéma s'est déroulée le 25 mars 2001, au Shrine Auditorium de Los Angeles, et a été présentée par Steve Martin.
Elle a été marquée par les triomphes de Gladiator et Tigre et Dragon.

## Palmarès
Les lauréats sont indiqués ci-dessous en premier de chaque catégorie et en gras.

### Meilleur film
- Gladiator, produit par Douglas Wick, David Franzoni et Branko Lustig, réalisé par Ridley Scott
  - Le Chocolat, produit par David Brown, Kit Golden et Leslie Holleran, réalisé par Lasse Hallström
  - Tigre et Dragon, produit par Bill Kong, Hsu Li Kong  et Ang Lee, réalisé par Ang Lee
  - Erin Brockovich, seule contre tous, produit par Danny DeVito, Michael Shamberg et Stacey Sher, réalisé par Steven Soderbergh
  - Traffic, produit par Edward Zwick, Marshall Herskovitz, Laura Bickford, réalisé par Steven Soderbergh

### Meilleur réalisateur
- Steven Soderbergh - Traffic
  - Stephen Daldry - Billy Elliot
  - Ang Lee - Tigre et Dragon
  - Steven Soderbergh - Erin Brockovich, seule contre tous
  - Ridley Scott - Gladiator

### Meilleur acteur
- Russell Crowe pour le rôle de Maximus Decimus Meridius dans Gladiator
  - Javier Bardem pour le rôle de Reinaldo Arenas dans Avant la nuit (Before Night Falls)
  - Tom Hanks pour le rôle de Chuck Noland dans Seul au monde (Cast Away)
  - Ed Harris pour le rôle de Jackson Pollock dans Pollock
  - Geoffrey Rush pour le rôle du Marquis de Sade dans Quills

### Meilleure actrice
- Julia Roberts pour le rôle de Erin Brockovich dans Erin Brockovich, seule contre tous
  - Joan Allen pour le rôle de la sénatrice Laine Hanson dans Manipulations (The Contender)
  - Juliette Binoche pour le rôle de Vianne Rocher dans Le Chocolat
  - Ellen Burstyn pour le rôle de Sara Goldfarb dans Requiem for a Dream
  - Laura Linney pour le rôle de Samantha Prescott dans Tu peux compter sur moi

### Meilleur acteur dans un second rôle
- Benicio del Toro pour le rôle de Javier Rodriguez dans Traffic
  - Jeff Bridges pour le rôle du président Jackson Evans dans Manipulations (The Contender)
  - Willem Dafoe pour le rôle de Max Schreck dans L'Ombre du vampire
  - Albert Finney pour le rôle de Ed Masry dans Erin Brockovich, seule contre tous
  - Joaquin Phoenix pour le rôle de l'empereur Commode dans Gladiator

### Meilleure actrice dans un second rôle
- Marcia Gay Harden pour le rôle de Lee Krasner dans Pollock
  - Judi Dench pour le rôle de Amande Voizin dans Le Chocolat
  - Kate Hudson pour le rôle de Penny Lane dans Presque célèbre (Almost Famous)
  - Frances McDormand pour le rôle de Elaine Miller dans Presque célèbre (Almost Famous)
  - Julie Walters pour le rôle de Georgia Wilkinson dans Billy Elliot

### Meilleur scénario original
- Presque célèbre (Almost Famous) - Cameron Crowe
  - Billy Elliot - Lee Hall
  - Erin Brockovich, seule contre tous - Susannah Grant
  - Gladiator - David Franzoni, John Logan et William Nicholson
  - Tu peux compter sur moi - Kenneth Lonergan

### Meilleur scénario adapté
- Traffic - Stephen Gaghan
  - Le Chocolat - Robert Nelson Jacobs
  - O'Brother (O Brother, Where Art Thou?) - Joel et Ethan Coen
  - Tigre et Dragon - Wang Hui-ling, James Schamus et Tsai Kuo Jung
  - Wonder Boys - Steve Kloves

### Meilleur film en langue étrangère
- Tigre et Dragon (臥虎藏龍) de Ang Lee •  Taïwan
  - Amours chiennes (Amores perros) d'Alejandro González Iñárritu •  Mexique
  - Le Goût des autres d'Agnès Jaoui •  France
  - Everybody Famous (Iedereen beroemd!) de Dominique Deruddere •  Belgique
  - Musíme si pomáhat de Jan Hřebejk •  République tchèque

### Meilleure photographie
- Tigre et Dragon - Peter Pau
  - Gladiator - John Mathieson
  - Malèna - Lajos Koltai
  - O'Brother (O Brother, Where Art Thou?) - Roger Deakins
  - The Patriot : Le Chemin de la liberté - Caleb Deschanel

### Meilleure direction artistique
- Timmy Yip - Tigre et Dragon
  - Arthur Max et Crispian Sallis - Gladiator
  - Michael Corenblith (en) et Merideth Boswell - Le Grinch
  - Martin Childs et Jill Quertier - Quills, la plume et le sang
  - Jean Rabasse et Françoise Benoît-Fresco - Vatel

### Meilleurs costumes
- Janty Yates - Gladiator
  - Tim Yip - Tigre et Dragon
  - Rita Ryack (en) - Le Grinch
  - Anthony Powell - 102 Dalmatiens
  - Jacqueline West - Quills, la plume et le sang

### Meilleur maquillage
- Rick Baker et Gail Rowell-Ryan - Le Grinch
  - Ann Buchanan et Amber Sibley - L'Ombre du vampire
  - Michèle Burke et Edouard F. Henriques (en) - The Cell

### Meilleur montage
- Traffic - Stephen Mirrione
  - Gladiator - Pietro Scalia
  - Presque célèbre (Almost Famous) - Joe Hutshing et Saar Klein
  - Tigre et Dragon - Tim Squyres
  - Wonder Boys - Dede Allen

### Meilleur son
- Gladiator - Scott Millan, Bob Beemer et Ken Weston
  - The Patriot : Le Chemin de la liberté - Kevin O'Connell, Lee Orloff et Greg P. Russell (en)
  - En pleine tempête - David Campbell, John Reitz, Gregg Rudloff et Keith A. Wester
  - Seul au monde (Cast Away) - Tom Johnson, William B. Kaplan, Dennis Sands et Randy Thom
  - U-571 - Rick Kline, Gregg Landaker, Steve Maslow et Ivan Sharrock

### Meilleur montage sonore
- Jon Johnson - U-571
  - Alan Robert Murray et Bub Asman - Space Cowboys

### Meilleure musique
- Tan Dun - Tigre et Dragon
  - Hans Zimmer - Gladiator
  - Rachel Portman - Le Chocolat
  - Ennio Morricone - Malèna
  - John Williams - The Patriot : Le Chemin de la liberté

### Meilleure chanson originale
- Things Have Changed, musique et texte de Bob Dylan - Wonder Boys
  - A Fool in Love, musique et texte de Randy Newman - Mon beau-père et moi (Meet the Parents)
  - I've Seen It All, musique de Björk et texte de Lars von Trier et Sigurjón Birgir Sigurðsson - Dancer in the Dark
  - A Love Before Time, musique de Jorge Calandrelli et Tan Dun et texte de James Schamus - Tigre et Dragon
  - My Funny Friend and Me, musique de Sting et David Hartley et texte de Sting - Kuzco, l'empereur mégalo

### Meilleurs effets visuels
- John Nelson, Neil Corbould, Tim Burke et Rob Harvey - Gladiator
  - Scott E. Anderson, Craig Hayes, Scott Stokdyk et Stan Parks - Hollow Man : L'Homme sans ombre
  - Stefen Fangmeier, Habib Zargarpour, John Frazier et Walt Conti - En pleine tempête

### Meilleur film documentaire
- Mark Jonathan Harris et Deborah Oppenheimer - Into the Arms of Strangers: Stories of the Kindertransport
  - Tod Lending - Legacy
  - Frances Reid et Deborah Hoffmann - Long Night's Journey into Day
  - Barak Goodman et Daniel Anker - Scottsboro: An American Tragedy
  - Josh Aronson et Roger Weisberg - Sound and Fury

### Meilleur court métrage (prises de vues réelles)
- Quiero ser (I want to be...), de Florian Gallenberger
  - By Courier (By Courier), de Peter Riegert
  - One Day Crossing (One Day Crossing), de Joan Stein
  - Seraglio (Seraglio), regia di Gail Lerner et Colin Campbell
  - Uma Historia de Futebol, de Paulo Machline

### Meilleur court métrage (documentaire)
- Big Mama, de Tracy Seretean
  - Curtain Call, de Charles Braverman
  - Dolphins, de Greg MacGillivray
  - The Man On Lincoln's Nose, de Daniel Raim
  - On Tiptoe: Gentle Steps to Freedom, de Eric Simonson

### Meilleur court métrage (animation)
- Père et Fille, de Michael Dudok de Wit
  - The Periwig-Maker, de Steffen Schäffler
  - Rejected, de Don Hertzfeldt

### Oscars d'honneur
- Jack Cardiff
- Ernest Lehman

### Prix en mémoire d'Irving G. Thalberg
- Dino De Laurentiis

### Gordon E. Sawyer Award
- Irwin W. Young

## Statistiques

### Nominations multiples
- 12 : Gladiator
- 10 : Tigre et Dragon
- 5 : Erin Brockovich, seule contre tous, Traffic, Le Chocolat
- 4 : Presque célèbre
- 3 : Billy Elliot, Le Grinch, Quills, la plume et le sang, The Patriot : Le Chemin de la liberté, Wonder Boys
- 2 : Manipulations, O'Brother, En pleine tempête, Tu peux compter sur moi, Pollock, Seul au monde, L'Ombre du vampire, U-571

### Récompenses multiples
- 5 / 12 : Gladiator
- 4 / 10 : Tigre et Dragon
- 4 / 5 : Traffic

### Les grands perdants
- 1 / 5 : Erin Brockovich, seule contre tous
- 1 / 4 : Presque célèbre
- 1 / 3 : Le Grinch
- 1 / 3 : Wonder Boys
- 1 / 2 : Pollock
- 1 / 2 : U-571
- 0 / 5 : Le Chocolat
- 0 / 3 : Billy Elliot
- 0 / 3 : Quills, la plume et le sang
- 0 / 3 : The Patriot : Le Chemin de la liberté

## Hommages
John Travolta présente les célébrités du monde du cinéma décédées l'année précédente :
The Patriot : Le Chemin de la liberté, Marie Windsor, Beah Richards, Edward Anhalt, Billy Barty, Julius Epstein, George Montgomery, Ring Lardner Jr., Steve Reeves, Jean Peters, Vittorio Gassman, Jean-Pierre Aumont, Dale Evans, Gwen Verdon, Stanley Kramer, Jack Nitzsche, Harold Nicholas, Howard Koch, Loretta Young, Richard Farnsworth, John Gielgud, Jason Robards, Claire Trevor, Alec Guinness et Walter Matthau.